# Liste des monuments historiques d'Apt
Cet article recense les monuments historiques de Apt, département de Vaucluse, en France.
| Monument                                                                            | Adresse                   | Coordonnées                      | Notice         | Protection     | Date      | Illustration                                                                       |
| ----------------------------------------------------------------------------------- | ------------------------- | -------------------------------- | -------------- | -------------- | --------- | ---------------------------------------------------------------------------------- |
| Abbaye Saint-Pierre-des-Tourettes d'Apt chapelle, site archéologique                | R.D. 943                  | 43° 51′ 17″ nord, 5° 22′ 18″ est | « PA84000033 » | Inscrit        | 2002      | Abbaye Saint-Pierre-des-Tourettes d'Aptchapelle, site archéologique                |
| Cathédrale Sainte-Anne d'Apt                                                        | Place de la Cathédrale    | 43° 52′ 34″ nord, 5° 23′ 49″ est | « PA00081800 » | Classé         | 1846      | Cathédrale Sainte-Anne d'Apt                                                       |
| Remparts d'Apt enceinte, tour                                                       |                           | 43° 52′ 32″ nord, 5° 23′ 41″ est | « PA00081808 » | Inscrit        | 1927      | Remparts d'Aptenceinte, tour                                                       |
| Porte de Saignon                                                                    | 160 rue Saint-Pierre      | 43° 52′ 32″ nord, 5° 24′ 00″ est | « PA00081806 » | Inscrit        | 1930      | Porte de Saignon                                                                   |
| Palais épiscopal d'Apt                                                              |                           | 43° 52′ 33″ nord, 5° 23′ 41″ est | « PA00081805 » | Inscrit        | 1927      | Palais épiscopal d'Apt                                                             |
| Chapelle Notre-Dame-de-Clairmont d'Apt                                              |                           | 43° 51′ 01″ nord, 5° 21′ 54″ est | « PA00081801 » | Inscrit        | 1972      | Image manquante Téléverser                                                         |
| Chapelle des Récollets d'Apt                                                        | rue Louis-Rousset         | 43° 52′ 30″ nord, 5° 23′ 52″ est | « PA84000070 » | Inscrit        | 2015      | Chapelle des Récollets d'Apt                                                       |
| Chapelle Sainte-Catherine d'Apt                                                     | Rue Scudéry               | 43° 52′ 30″ nord, 5° 23′ 45″ est | « PA00081802 » | Classé         | 1984      | Chapelle Sainte-Catherine d'Apt                                                    |
| Chapelle Saint-Michel d'Apt                                                         | 51 chemin François-Marini | 43° 52′ 43″ nord, 5° 23′ 58″ est | « PA00081803 » | Classé         | 1979      | Chapelle Saint-Michel d'Apt                                                        |
| Tour de l'Horloge tour, horloge                                                     | Rue des Marchands         | 43° 52′ 34″ nord, 5° 23′ 50″ est | « PA00081807 » | Inscrit        | 1927      | Tour de l'Horlogetour, horloge                                                     |
| Cinémovida décor intérieur                                                          | 12-14 rue Scudéry         | 43° 52′ 30″ nord, 5° 23′ 48″ est | « PA84000001 » | Inscrit        | 1996      | Cinémovidadécor intérieur                                                          |
| Faïencerie Esbérard d'Apt four                                                      | 56 voie Domitienne        | 43° 52′ 44″ nord, 5° 23′ 18″ est | « PA00082211 » | Inscrit Classé | 1989 1992 | Faïencerie Esbérard d'Aptfour                                                      |
| Hôpital d'Apt chapelle, toiture                                                     | avenue Philippe-de-Girard | 43° 52′ 34″ nord, 5° 23′ 25″ est | « PA00082212 » | Inscrit        | 1989      | Hôpital d'Aptchapelle, toiture                                                     |
| Hôtel d'Albertas décor intérieur                                                    | 10 place du Septier       | 43° 52′ 36″ nord, 5° 23′ 46″ est | « PA00081804 » | Classé         | 1991      | Hôtel d'Albertasdécor intérieur                                                    |
| Ancien couvent des Carmes église conventuelle en totalité ; les vestiges du cloître | Place Rippert de Moclar   | 43° 52′ 29″ nord, 5° 23′ 49″ est | « PA84000063 » | Inscrit        | 2011      | Ancien couvent des Carmeséglise conventuelle en totalité ; les vestiges du cloître |